# Pierwszy rząd Ludovika Orbana
Pierwszy Ludovika Orbana – rząd Rumunii funkcjonujący od 4 listopada 2019 do 14 marca 2020.
W wyborach parlamentarnych z grudnia 2016 zdecydowane zwycięstwo odniosła Partia Socjaldemokratyczna (PSD), która zawarła koalicję z Sojuszem Liberałów i Demokratów (ALDE). Ugrupowania te współtworzyły od stycznia 2017 rząd Sorina Grindeanu, w czerwcu 2017 powołali rząd Mihaia Tudosego, a w styczniu 2019 utworzyli gabinet Vioriki Dăncili. W sierpniu 2019 partia ALDE opuściła koalicję rządową. 10 października tegoż roku parlament uchwalił wobec gabinetu Vioriki Dăncili wotum nieufności.
W tym samym miesiącu prezydent Klaus Iohannis desygnował na nowego premiera Ludovika Orbana, lidera opozycyjnej dotąd Partii Narodowo-Liberalnej, powierzając mu misję sformowania gabinetu. Ludovic Orban przedstawił proponowany skład mniejszościowego i monopartyjnego gabinetu. 4 listopada 2019 połączone izby parlamentu zaaprobowały jego rząd. Poza PNL oficjalnie wsparły go partia ALDE, Demokratyczny Związek Węgrów w Rumunii, Związek Zbawienia Rumunii, Partia Ruchu Ludowego oraz posłowie mniejszości narodowych. Ugrupowania PSD i PRO Rumunia zbojkotowały głosowanie, jednak kilkoro ich przedstawicieli wsparło nowy rząd, który ostatecznie poparło 240 posłów i senatorów (7 więcej niż wymagany próg 233 głosów). Tego samego dnia członkowie gabinetu zostali zaprzysiężeni przez prezydenta, rozpoczynając urzędowanie. 5 lutego 2020 parlament przegłosował wotum nieufności wobec gabinetu Ludovika Orbana. Dzień później Klaus Iohannis ponownie powierzył dotychczasowemu premierowi misję utworzenia nowego rządu; przy czym prezydent i premier deklarowali dążenie do przedterminowych wyborów parlamentarnych.
Gabinet funkcjonował do 14 marca 2020, gdy (w szczególnym trybie w trakcie trwającej pandemii COVID-19) utworzony został drugi rząd dotychczasowego premiera (w niezmienionym składzie).

## Skład rządu
- Premier: Ludovic Orban
- Wicepremier: Raluca Turcan
- Minister spraw zagranicznych: Bogdan Aurescu
- Minister spraw wewnętrznych: Ion Marcel Vela
- Minister obrony narodowej: Nicolae Ciucă
- Minister finansów publicznych: Florin Cîțu
- Minister gospodarki, energii i biznesu: Virgil-Daniel Popescu
- Minister robót publicznych, rozwoju i administracji: Ion Ștefan
- Minister sprawiedliwości: Cătălin Predoiu
- Minister rolnictwa i rozwoju wsi: Nechita-Adrian Oros
- Minister pracy i ochrony socjalnej: Violeta Alexandru
- Minister środowiska, gospodarki wodnej i leśnictwa: Costel Alexe
- Minister edukacji narodowej i badań naukowych: Monica Anisie
- Minister ds. funduszy europejskich: Ioan Marcel Boloș
- Minister kultury: Bogdan Gheorghiu
- Minister młodzieży i sportu: Ionuț-Marian Stroe
- Minister transportu, infrastruktury i komunikacji: Lucian Bode
- Minister zdrowia: Victor Costache